# Sherwood (Name)
Sherwood ist ein englischer Vor- und Familienname.

## Namensträger

### Vorname
- Sherwood Anderson (1876–1941), US-amerikanischer Schriftsteller
- Sherwood Boehlert (1936–2021), US-amerikanischer Politiker
- Sherwood Dixon (1896–1973), US-amerikanischer Politiker
- Sherwood Idso (1942–2024), US-amerikanischer Limnologe
- Sherwood Johnston (1927–2000), US-amerikanischer Autorennfahrer
- Sherwood King (1904–1981), US-amerikanischer Schriftsteller
- Sherwood Lingenfelter (* 1941), US-amerikanischer emeritierter Professor für Anthropologie und Autor
- Sherwood Mangiapane (1912–1992), US-amerikanischer Jazzmusiker (Bass, Gesang, Tuba)
- Sherwood Schwartz (1916–2011), US-amerikanischer Fernsehproduzent und Drehbuchautor
- Sherwood C. Spring (* 1944), US-amerikanischer Astronaut
- Sherwood Stewart (* 1946), US-amerikanischer Tennisspieler
- Frank Sherwood Taylor (1897–1956), britischer Wissenschaftshistoriker und Chemiker
- Sherwood L. Washburn (1911–2000), US-amerikanischer Paläoanthropologe

### Familienname
- Adrian Sherwood (* 1958), britischer Musiker
- Anthony Sherwood (* 1949), kanadischer Schauspieler
- Bill Sherwood (William Charles Patrick Sherwood; 1952–1990), US-amerikanischer Regisseur und Drehbuchautor
- Billy Sherwood (William Wyman Sherwood; * 1965), US-amerikanischer Musiker, Produzent und Toningenieur
- Bobby Sherwood (1914–1980), US-amerikanischer Jazz-Gitarrist
- Carlton Sherwood (1946–2014), US-amerikanischer Journalist und Dokumentarfilmer
- Charles D. Sherwood (1833–1895), US-amerikanischer Politiker
- David Sherwood (Schauspieler) (* 1944), südafrikanischer Theater- und Filmschauspieler
- David Sherwood (Tennisspieler) (* 1980), britischer Tennisspieler
- Dominic Sherwood (* 1990), britischer Schauspieler
- Don Sherwood (* 1941), US-amerikanischer Politiker
- Grace Sherwood (1660–1740), US-amerikanische Heilerin und Opfer der Hexenverfolgung
- Frances Sherwood (1940–2021), US-amerikanische Schriftstellerin
- Gordon Sherwood (1929–2013), US-amerikanischer Komponist
- Henry Sherwood (Politiker, 1807) (1807–1855), kanadischer Anwalt, Geschäftsmann, Offizier und Politiker
- Henry Sherwood (Politiker, 1813) (1813–1896), US-amerikanischer Politiker
- Henry F. Sherwood (1921–2005), deutsch-amerikanischer Informatiker
- Holly Sherwood, US-amerikanische Rocksängerin
- Isaac R. Sherwood (1835–1925), US-amerikanischer Politiker
- James Webster Sherwood (1936–2014), US-amerikanischer Schriftsteller
- Jim Sherwood (1942–2011), US-amerikanischer Musiker
- John Sherwood († 1493), Bischof von Durham, siehe John Shirwood
- John Sherwood (Regisseur) (1903–1959), US-amerikanischer Regisseur
- John Sherwood (Leichtathlet) (* 1945), britischer Hürdenläufer
- Kiefer Sherwood (* 1995), US-amerikanischer Eishockeyspieler
- Kole Sherwood (* 1997), US-amerikanischer Eishockeyspieler
- Leonid Wladimirowitsch Sherwood (1871–1954), russischer Bildhauer und Hochschullehrer
- Louise Sherwood McDowell (1876–1966), US-amerikanische Physikerin und Hochschullehrerin
- Madeleine Sherwood (1922–2016), kanadische Schauspielerin
- Mary Frances Sherwood Hopkins Searles (1818–1891), US-amerikanische Mäzenin
- Mary Martha Sherwood (1775–1851), britische Schriftstellerin
- Maud Winifred Sherwood (1880–1956), neuseeländisch-australische Malerin
- Phyllis Sherwood (1937–2007), US-amerikanisches Fotomodell
- Robert E. Sherwood (Robert Emmet Sherwood; 1896–1955), US-amerikanischer Dramatiker und Drehbuchautor
- Robert J. Sherwood (1914–1980), US-amerikanischer Jazzmusiker, Arrangeur, Schauspieler und Hörfunkmoderator, siehe Bobby Sherwood
- Rosina Emmet Sherwood (1854–1948), US-amerikanische Malerin
- Roy Sherwood (1932–2017), US-amerikanischer Skispringer
- Samuel Sherwood (Politiker, 1779) (1779–1862), US-amerikanischer Jurist und Politiker (New York)
- Samuel B. Sherwood (1767–1833), US-amerikanischer Politiker (Connecticut)
- Sergei Wladimirowitsch Sherwood (1858–1899), russischer Architekt
- Sheila Sherwood (* 1945), britische Leichtathletin
- Steven Sherwood, US-amerikanischer Klimaforscher
- Thomas Kilgore Sherwood (1903–1976), US-amerikanischer Chemieingenieur
- Tim Sherwood (* 1969), englischer Fußballspieler
- William of Sherwood (um 1200–um 1270), englischer Philosoph und Logiker
- William Sherwood (Bischof) († 1482), englischer Geistlicher, Bischof von Meath und Lordkanzler von Irland
- William Sherwood (Schauspieler, 1896) (1896–1918), US-amerikanischer Schauspieler
- William Sherwood (Schauspieler, 1898) (William Henry Sherwood; 1898–1986), irischer Schauspieler und Musiker
- William Hall Sherwood (1854–1911), US-amerikanischer Pianist und Musikpädagoge
- William Henry Newman-Sherwood (1812–1872), britisch-deutscher Arzt und Politiker
- Wladimir Ossipowitsch Sherwood (1832–1897), russischer Maler, Architekt und Bildhauer
- Wladimir Wladimirowitsch Sherwood (1867–1930), russischer Architekt